# Rutpela inermis
Rutpela inermis är en skalbaggsart som först beskrevs av K. Daniel och J. Daniel 1898.  Rutpela inermis ingår i släktet Rutpela och familjen långhorningar.
Artens utbredningsområde är:
- Afghanistan.
- Iran.

Inga underarter finns listade i Catalogue of Life.